# TTY Noni
Adebayo Adebisi  (más conocido popularmente por su nombre artístico TTY Noni, nacido  4 de marzo de 1980  en Benin city, Nigeria). Es un cantante  de dancehall, ritmos afro y prolífico compositor de canciones. Se hizo famoso con su single "Amore Mio", la canción fue escrita en lengua italiana para abrazar a ciudadanos italianos. La canción fue revisada positivamente en la estación de televisión italiana, como Blue Jeans TV y otras importantes estaciones de radio, ya que le permitieron entrevistas.
En 2013, comenzó su carrera musical y desde entonces ha lanzado muchos singles en su haber. Su canción titulada "Ebenebe" lo catapultó al estrellato en Nigeria. TTY Noni es muy reconocido en el oeste de África y parte de Europa.
Ha actuado junto a músicos de la corriente principal como Davido, Wizkid, TU Face Idibia y otros. en la industria de la música en Nigeria.
En 2014, ganó muchas medallas y premios, entre ellos el de Mejor artista afro Afro R'n'B Europa del año 2014 en Roma, bajo los auspicios de NEU AWARDS. También es el C.E.O de Funky4Entertainment con su raíz en Nigeria.
Su canción "Water" publicada en 2018, está inspirado en las raíces musicales de Fela Kuti.

## Discografía
- 2011: Amore mio
- 2013: EBENEBE
- 2014: Wonder Woman
- 2015:  Oh
- 2015: Beta Love
- 2016:  Rock on Dis
- 2018: Water